# Rezerwat przyrody Czapli Stóg
Czapli Stóg – faunistyczny rezerwat przyrody znajdujący się na terenie gminy Terespol w powiecie bialskim, w województwie lubelskim. Leży w granicach Parku Krajobrazowego Podlaski Przełom Bugu.
- Powierzchnia (dane nadesłane z nadleśnictwa): 4,82 ha
- Rok utworzenia: 1987
- Dokument powołujący: Zarządzenie Ministra Ochrony Środowiska i Zasobów Naturalnych z 18 lutego 1987 roku w sprawie uznania za rezerwaty przyrody (MP nr 7, poz. 54).
- Przedmiot ochrony (według aktu powołującego): zachowanie miejsc lęgowych czapli siwej oraz ostoi wielu ptaków śpiewających.